# Пильский Кругляк (депо)
53°08′33″ с. ш. 16°45′08″ в. д.

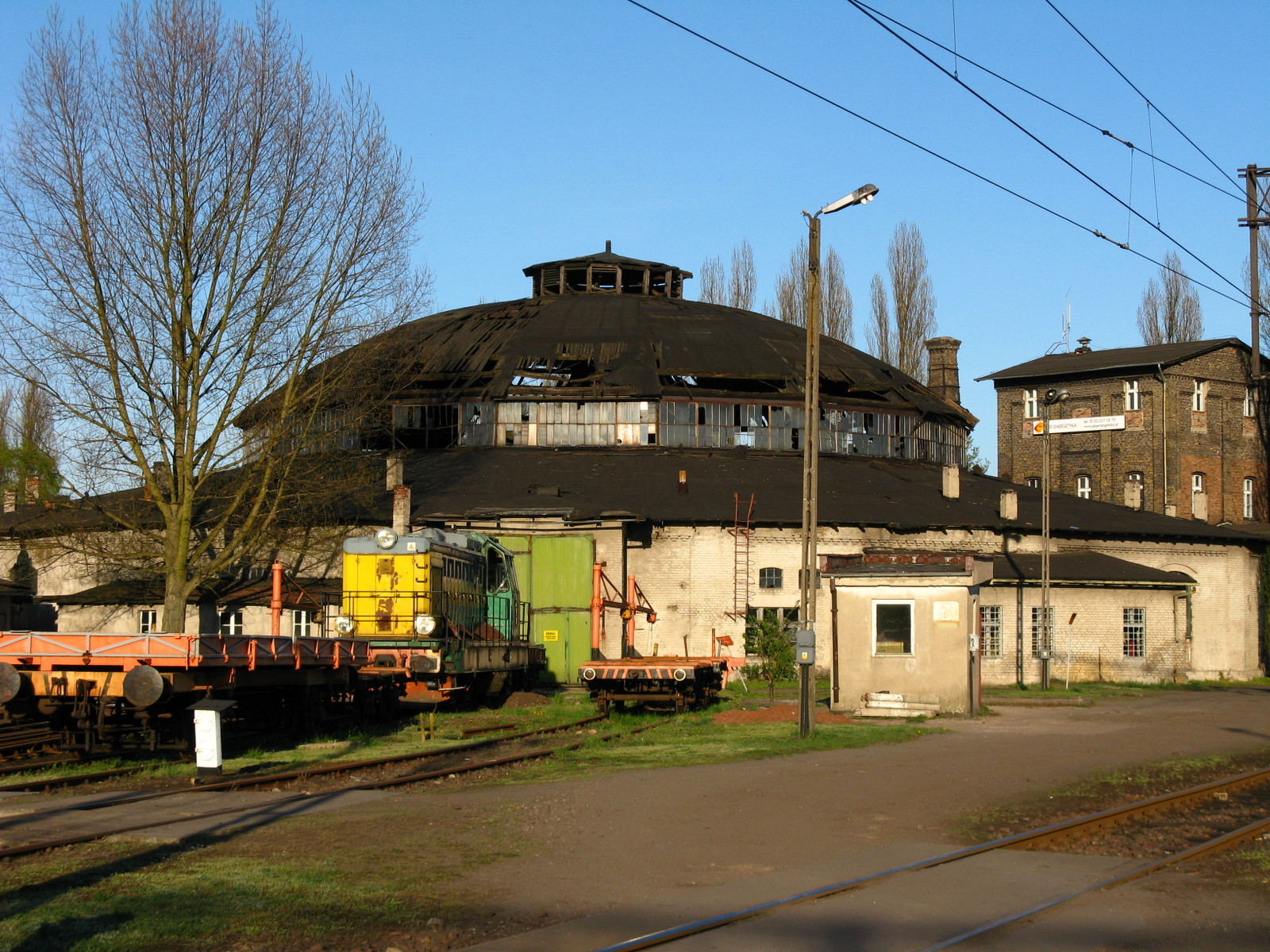
Депо Пильский Кругляк

Депо Пильский Кругляк — неработающее депо, являющееся историческим памятником XIX века. Это единственный сохранившийся  в оригинальном виде объект такого типа в Польше и один  из немногих в Европе.
Строительство Пильского депо датируется 1870—1874-е годами и связано с интенсивным развитием железной дороги на прусских землях. Депо благодаря применению нетипичных архитектурных приемов, стало образцовым объектом для нескольких строений такого типа в Европе. После нескольких десятилетий использования, в 90-х годах XX века депо было выведено из эксплуатации.